# Muslimliga

Flagge der All-India Muslim League

Die All-indische Muslimliga (Urdu آل انڈیا مسلم لیگ Āl Inḍīya Muslim Līg, englisch All-India Muslim League), kurz Muslimliga (مسلم لیگ Muslim Līg) genannt, war eine politische Partei der Muslime in Britisch-Indien, die 1906 gegründet wurde. Sie war maßgeblich an den Vorbereitungen zur Gründung eines unabhängigen Staates der Muslime beteiligt, die 1947 zur Teilung der brit. Kolonie Indien und zur Gründung des heutigen Staates Pakistan führten.
Bei der Gründung Pakistans trat die dortige Muslimliga die Nachfolge der All-India Muslim League an und wurde eine der wichtigsten politischen Parteien in Pakistan: von 1947 bis 1958 unter dem Namen Muslim League und nach einer Neugründung von 1962 bis 1988 als Pakistan Muslim League.
Seit 1962 erlebte die Pakistan Muslim League eine Reihe von Abspaltungen und verschiedene Versuche, die Gruppen wiederzuvereinigen. 1988 wurde die Pakistan Muslim League (N) als eine von der Muslimliga unabhängige und eigenständige Partei, gegründet, die von 1993 bis 2018 von Nawaz Sharif angeführt wurde. Heute ist sie mit großem Abstand die stärkste der Nachfolgeparteien. Mit 189 von 342 Sitzen war sie bis zu den Parlamentswahlen 2018 die dominierende Partei in der Nationalversammlung.

## Muslimliga in Britisch-Indien

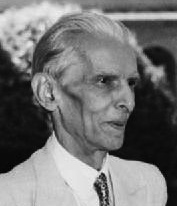
Mohammed Ali Jinnah wurde 1916 erster Präsident der Muslimliga

Die All-India Muslim League wurde 1906 in Dhaka gegründet. Mohammed Ali Jinnah wurde 1916 zum Präsidenten der Muslimliga im britisch beherrschten Indien gewählt. Daraus entwickelte sich eine Partei, die sich seit 1936 zunehmend vom Indischen Nationalkongress abspaltete und auf die Gründung eines unabhängigen Staates der Muslime hinarbeitete. Jinnah verfasste in diesem Zusammenhang 1940 die sogenannte Lahore-Resolution. In den Verhandlungen mit den Briten über die Unabhängigkeit Indiens setzte er 1947 die Teilung des indischen Subkontinents in das überwiegend von Hindus bewohnte Indien und den muslimischen Staat Pakistan im Industal und der Gangesmündung durch. Im Zuge der Teilung verließen über 4 Millionen Muslime das heutige Indien, während ca. 7 Millionen Hindus und Sikhs das Staatsgebiet von Pakistan verließen. Es wird geschätzt, dass bei Gewaltakten und durch die Strapazen während der Flucht bis zu 750.000 Menschen ihr Leben verloren.

## Muslimliga in Pakistan

### Muslimliga (1947–1958)
Jinnah war 1948 bis zu seinem Tode auch der erste Staatschef von Pakistan. 1954 verlor die bis dahin in Pakistan regierende Muslim League bei den Regionalwahlen in Ostpakistan gegen die oppositionelle Awami-Liga. Iskander Mirza wurde als Gouverneur von Ostpakistan eingesetzt. Am 23. März 1956 trat die erste pakistanische Verfassung in Kraft, Mirza wurde erster Präsident der Islamischen Republik Pakistan. Zwischen 1958 und 1972 herrschte in Pakistan das Kriegsrecht.

### Pakistan-Muslimliga (1962–1988)
1971 nach der Niederlage (West-)Pakistans im Sezessionskrieg gegen Bangladesch (das frühere Ostpakistan) kam mit Zulfikar Ali Bhutto dessen Pakistanische Volkspartei (PPP) an die Macht. 1977 putschte nach Protesten der Pakistan Muslim League und der Pakistan National Alliance (PNA) der Oberbefehlshaber der Streitkräfte General Mohammed Zia ul-Haq.

### Abspaltungen
Von der Pakistan Muslim League haben sich verschiedene Gruppen direkt oder indirekt abgespalten, darunter:
- Pakistan Muslim League (F), kurz PML-F – Functional Muslim League: gegründet 1985
- Pakistan Muslim League (N), kurz PML-N – N für Nawaz group: gegründet 1988
- Pakistan Muslim League (J), kurz PML-J – J für den Volksstamm Junejo: gegründet 1993, ging 2004 durch Wiedervereinigung in der PML-Q auf
- Pakistan Muslim League (Q), kurz PML-Q – Q für Quaid-e-Azam group: gegründet 2002
- Pakistan Muslim League (Z), kurz PML-Z – Z für Zia-ul-Haq group: gegründet 2002
- Awami Muslim League: gegründet 2008
- All Pakistan Muslim League: gegründet 2010 von Pervez Musharraf

Nach dem Tod Zia ul-Haqs im August 1988 und dem Wahlgewinn der PPP unter Benazir Bhutto gewann bei den Wahlen im Oktober 1990 das von der Muslimliga dominierte Parteienbündnis „Islamische Demokratische Allianz“ unter dessen Führer Nawaz Sharif. Nach dessen Absetzung 1993 wurde Benazir Bhutto wieder Premierministerin. Bei den Parlamentswahlen 1997 errang die Muslimliga die absolute Mehrheit. Am 12. Oktober 1999 wurde Nawaz Sharif durch den Generalstabschef des Heeres Pervez Musharraf durch einen unblutigen Putsch abgesetzt. 
Bei den Parlamentswahlen 2002 wurde eine dem Staatspräsidenten Pervez Musharraf nahestehende Abspaltung der Muslim-Liga, die Pakistan Muslim League Quaid-e-Azam (PML-Q), stärkste Fraktion. Die Muslimliga Nawaz Sharifs (PML-N) war nur noch eine Splitterpartei. 
Bei den Parlamentswahlen 2008 wurde die PML-N jedoch zweitstärkste Kraft hinter der PPP in der Nationalversammlung. Im März 2009 riefen die PML-N und zahlreiche Anwälte zu mehrtägigen Protesten gegen die Regierungspolitik auf. In einem „Langen Marsch“ auf die Hauptstadt Islamabad sollte für eine unabhängige Justiz in Pakistan demonstriert werden. Dabei kam es am 15. März 2009 in Lahore zu schweren Ausschreitungen zwischen Anhängern Sharifs und der Polizei. Nachdem die pakistanische Regierung der Hauptforderung der Opposition nachgegeben hatte und die Wiedereinsetzung mehrerer Richter, darunter den ehemaligen Obersten Richter Iftikhar Muhammad Chaudhry, angekündigt hatte, sagte Sharif den „Langen Marsch“ ab.
Bei den Parlamentswahlen in Pakistan am 11. Mai 2013 erreichte Nawaz Sharif als Spitzenkandidat der PML-N für viele Beobachter unerwartet mindestens 130 der 371 zu vergebenden Parlamentssitze. Er war besonders in seiner Heimatprovinz Punjab erfolgreich. Am 5. Juni 2013 wurde er erneut zum Premierminister gewählt.
Am 30. Juli 2013 gewann Mamnoon Hussain, Kandidat der PML-N, die Präsidentenwahl in Pakistan.

## Muslimliga in Indien

Flagge der Indian Union Muslim League

Am 10. März 1948 wurde in Madras die Indian Union Muslim League gegründet, die sich als indische Partei versteht. 13,4 Prozent der Bevölkerung Indiens sind Muslime (hauptsächlich Sunniten). Die stärkste Unterstützung hat die Partei in Kerala, wo sie mehrfach an der Regierung beteiligt war. Seit den 1980er Jahren entstanden mehrere Splittergruppen wie die All India Majlis-e-Ittehadul Muslimeen.
Die Indian Union Muslim League ist seit deren Gründung im Jahr 2004 Teil der United Progressive Alliance unter dem Vorsitz von Sonia Gandhi. Bis 2014 bildete die United Progressive Alliance Koalitionsregierungen mit Manmohan Singh als Premierminister.